# Джерард О'Нілл
Джерард О'Нілл (англ. Gerard Kitchen «Gerry» O'Neill); 6 лютого 1927, Бруклін, штат Нью-Йорк, США — 27 квітня 1992, Редвуд, Каліфорнія, США) — американський фізик, прихильник активних заходів щодо вивчення Всесвіту.
Як викладач Принстонського університету, він запропонував використовувати накопичувальні кільця ( particle storage ring) для одержання інтенсивних пучків частинок при проведенні експериментів в галузі фізики високих енергій. Пізніше він вигадав електромагнітну катапульту. У 1970 розробив план будівництва космічних поселень, у тому числі дизайн космічної станції, відомої як циліндр О'Нілла. Джерард О'Нілл заснував Інститут космічних досліджень, некомерційну організацію для фінансування досліджень в галузі колонізації космосу.
О'Нілл почав вивчення фізики високих енергій в Принстоні в 1954 році після того, як він отримав докторський ступінь у Корнельському університеті. Два роки опісля він опублікував свою теорію накопичувальних кілець. Це винахід, укупі з опублікованими одночасно з пропозицією Керстен використовувати зустрічні пучки, дозволило проводити експерименти у фізиці елементарних частинок при набагато більш високих енергіях, ніж було можливо раніше. У 1965 році в Стенфордському університеті Джерард О'Нілл провів перший експеримент із зіткнення зустрічних пучків елементарних частинок.
Під час викладання фізики в Принстонському університеті О'Нілл зацікавився питанням можливості життя людей у космічному просторі. Він досліджував і запропонував футуристичну ідею людських поселень у космосі — циліндр О'Нілла — в публікації «Колонізація космосу», своїй першій доповіді з цього питання. О'Нілл провів конференцію щодо космічного виробництва в Принстоні в 1975 році. Як і багато активістів пост- аполлонівської космічної ери, О'Нілл спільно з професором Генрі Кольма (англ. Henry Kolm) в 1976 році побудував свій перший прототип електромагнітної катапульти.  Його книга Високий фронтир: людські колонії в космосі (англ. The High Frontier: Human Colonies in Space) надихнула ціле покоління послідовників освоєння космічного простору.
Помер від лейкемії у 1992 році.